# Succo di vita
Succo di vita è un album raccolta di Gianluca Grignani, pubblicata nel 2003. L'album, a differenza del precedente lavoro Uguali e diversi, non riscuote un grande successo. Entra direttamente alla posizione numero 10 della Fimi album chart, per poi scendere alla posizione 16 già la settimana successiva.

## Tracce
1. Mi stracci il cuore [perdere il controllo] (Inedito)
2. Falco a metà
3. L'Aiuola
4. La Fabbrica di plastica
5. La mia storia tra le dita
6. Speciale
7. Il giorno perfetto
8. Primo treno per Marte
9. L'allucinazione
10. Baby Revolution
11. Destinazione Paradiso
12. Lacrime dalla Luna
13. Mi piacerebbe sapere
14. Le mie parole
15. Solo cielo
16. Uguali e diversi
17. Succo di vita (Inedito)

## Musicisti
- Gianluca Grignani - voce, chitarra acustica
- Francesco Boldini - chitarra acustica
- Rossano Eleuteri - basso
- Mario Natale - pianoforte, tastiere e arrangiamenti
- Alfredo Golino - batteria
- Claudio Pascoli - sax

## Classifiche
| Classifica (2003) | Posizione massima |
| ----------------- | ----------------- |
| Italia            | 10                |

## Succo di vita... in video
In seguito al CD è uscito un DVD con titolo leggermente diverso, Succo di vita... in video, che contiene 14 video musicali del cantautore milanese più il backstage di tre ulteriori video: La fabbrica di plastica, Il giorno perfetto e L'aiuola.

## Tracce
1. La mia storia tra le dita
2. Destinazione Paradiso
3. La fabbrica di plastica
4. Baby Revolution
5. Mi piacerebbe sapere
6. Il giorno perfetto
7. Speciale
8. Le mie parole
9. Uguali e diversi
10. L'aiuola
11. L'estate
12. Mi stracci il cuore (Perdere il controllo)
13. Mi historia entre tus dedos (La mia storia tra le dita)
14. Destino Paradiso (Destinazione Paradiso)

Backstage
1. La fabbrica di plastica
2. Il giorno perfetto
3. L'aiuola